# 羅濟夫卡 (瓦西里夫卡區)
47°13′30″N 35°19′4″E / 47.22500°N 35.31778°E
羅濟夫卡（烏克蘭語：Розівка）是位於烏克蘭東南部的村莊，由扎波羅熱州瓦西里夫卡區的米哈伊利夫卡市鎮負責管轄。該村始建於1925年，面積0.39平方公里，海拔高度83米，2001年人口86，人口密度每平方公里220.5人。